# Hortipes silvarum
Hortipes silvarum là một loài nhện trong họ Corinnidae.
Loài này thuộc chi Hortipes. Hortipes silvarum được miêu tả năm 1998 bởi Ledoux & Emerit.